# Ramon Llopis Agulló
Ramon Llopis Agulló   (Alcoi, 1894 - Avellaneda, 1961), va ser un polític i militant anarquista valencià, president de la Diputació d'Alacant i del Front Popular alacantí el 1937.

## Biografia
Obrer metal·lúrgic totalment implicat en les Lluites socials del seu Alcoi natal, una de les ciutats industrials per antonomàsia del País Valencià -a més de quarterera-, a la qual s'estenen les revoltes populars originades en Barcelona en la Setmana Tràgica de 1909. Es va afiliar al Sindicat Únic de Metal·lúrgics d'Alcoi i es va integrar a la nova Confederació Nacional del Treball (CNT), on va defendre la jornada de vuit hores. Prompte va conèixer el significat de la paraula exili quan va marxar a França un any després (1925) del començament de la dictadura de Primo de Rivera i encara que va seguir la situació política, no va tornar a Espanya fins a la instauració de la Segona República Espanyola el 1931.
Fou alt cárrec de la CNT i va pertànyer al comitè provincial del Front Popular, i després de les eleccions generals espanyoles de 1936, fou designat diputat provincial i es va integrar en el consell d'Economia i Treball. Al començament de la Guerra Civil Espanyola va presidir la Comissió de Justícia i Orde Públic del comitè provincial del Front Popular alacantí que llavors ho presidia Rafael Millá Santos i formaven part: el jutge Miguel Villalta Gisbert, José Castaños Lajarín (UGT), Santiago Martí Hernández, Antonio Cañizares Penalva (PSOE), Eliseu Gómez i Serrano i José Cañizares Domene (FNTT) entre d'altres. Més tard va ser vicepresident de la Diputació (aleshores Consell) i successivament va presidir-la fins 1937, així com el comité provincial del Front Popular; encara tornaria a presidir el Consell provincial (Diputació) de 1938 a 1939.
Finalitzada la Guerra Civil es va exiliar de nou a França i va acabar en el camp d'Argelers, i després enrolat en una de les "Companyies de Treballadors Espanyols" de la qual es va escapolir. Posteriorment va fugir a l'Argentina, on va viure la resta de la seua vida, exiliat a Avellaneda (Buenos Aires) on va morir el 1961.